# 루이지애나주의 대학 목록
다음은 미국 루이지애나주의 대학 목록이다.

## 공립
- 루이지애나 주립 대학교
- 루이지애나 대학교 라피엣
- 툴레인 대학교

## 같이 보기
- 미국의 대학 목록